# グレゴリー式望遠鏡

グレゴリー式望遠鏡

グレゴリー式望遠鏡（グレゴリーしきぼうえんきょう、Gregorian telescope ）は、ジェームス・グレゴリーにより考案された反射望遠鏡の一形式である。

## 発明
スコットランドの数学者ジェームス・グレゴリーは放物凹面の主鏡と楕円凹面の副鏡を使い正立像を得られる望遠鏡を発明し、1663年に原理を発表した。しかし当時の技術水準では正確な研磨も光軸調整もできなかったため実物を製作できず、試作は不成功に終わった。

## 量産化
実機の製作はニュートン式望遠鏡に遅れたものの、直接に正立像が得られるため金属鏡が使われた時代には地上望遠鏡としてイギリスで多用された。例えばJ・ショートは1732年から1768年の36年間に1,400台、すなわち1ヶ月に3台以上のペースで製造しており、その何台かは現存する。J・ショートが製造した中で最大の製品は主鏡直径55cm、焦点距離3.65mであった。1742年製の一例を示すと、主鏡口径φ58mm、焦点距離244mm、副鏡直径φ38mm、鏡間距離286mm、合成焦点距離2,400mm、これに焦点距離42mmのハイゲンス式接眼鏡を併用して倍率57倍、見かけ視界φ18度であった。

## 特徴
方式を切り替えできる望遠鏡を製作する場合、光路中に平面鏡を入れるだけでニュートン式望遠鏡になるため、光軸が狂う心配がない。また主鏡副鏡ともに凹面鏡であるため、独立して実像を正確に検査ができる。